# Ruang
Ruang, en indonésien Pulau Ruang, est une île volcanique d'Indonésie située en mer de Célèbes, dans les îles Sangihe. Elle baigne à l'est la mer des Moluques. 
Elle constitue la partie émergée d'un stratovolcan, le Ruang, en indonésien Gunung Ruang, culminant à 725 mètres d'altitude.

## Histoire éruptive
La première éruption enregistrée remonte à 1808.

### 1871
Le Dr Adolf Meyer est témoin d'une grande éruption en 1871. Ruang est alors inhabitée mais les habitants de Tagulandang située à proximité y possèdent de nombreuses plantations sur ses pentes. L'éruption les détruits en quelques minutes et provoque un tsunami qui anéantit la majeure partie de leur village sur Tagulandang, noyant la plupart de ses habitants.

### 2024
L'augmentation de l'activité sismique en avril 2024 et l'entrée en éruption le 16 à 21 h 45, provoque le départ de plus de 800 habitants de Ruang vers l'île de Tagulandang et l'établissement d'une zone d'exclusion de huit kilomètres de diamètre à partir du cratère, zone d'exclusion étendue par la suite à douze kilomètres de diamètre.
Le 17 avril, craignant l'effondrement généralisé du volcan, les autorités relèvent le niveau d'alerte du volcan à quatre, le plus élevé, et émettent une alerte au tsunami qui conduit l'évacuation de 11 000 personnes dont les habitants de Tagulandang vers Manado, sur Sulawesi. L'aéroport international Sam-Ratulangi de Manado est contraint de fermer et le kabupaten des îles Siau Tagulandang Biaro, où se trouve le volcan, déclare l'état d'urgence pour quatorze jours.
Le 18 avril, le volcan émet des panaches volcaniques à plus de deux kilomètres d'altitude,.